# Université de Liverpool
L'université de Liverpool (en anglais, University of Liverpool) est une université britannique située dans la ville de Liverpool (Angleterre). Elle est en 28e position au classement des meilleures universités britanniques, publié par le journal Sunday Times.
L'université est en partenariat avec l'université Jiaotong de Xi’an en Chine. Il y a deux autres universités à Liverpool, non liées à l'université de Liverpool : Liverpool Hope University et Liverpool John Moores University.
L'université de Liverpool est membre du Russell Group qui rassemble les plus grandes universités britanniques actives au niveau de la recherche.

## Histoire

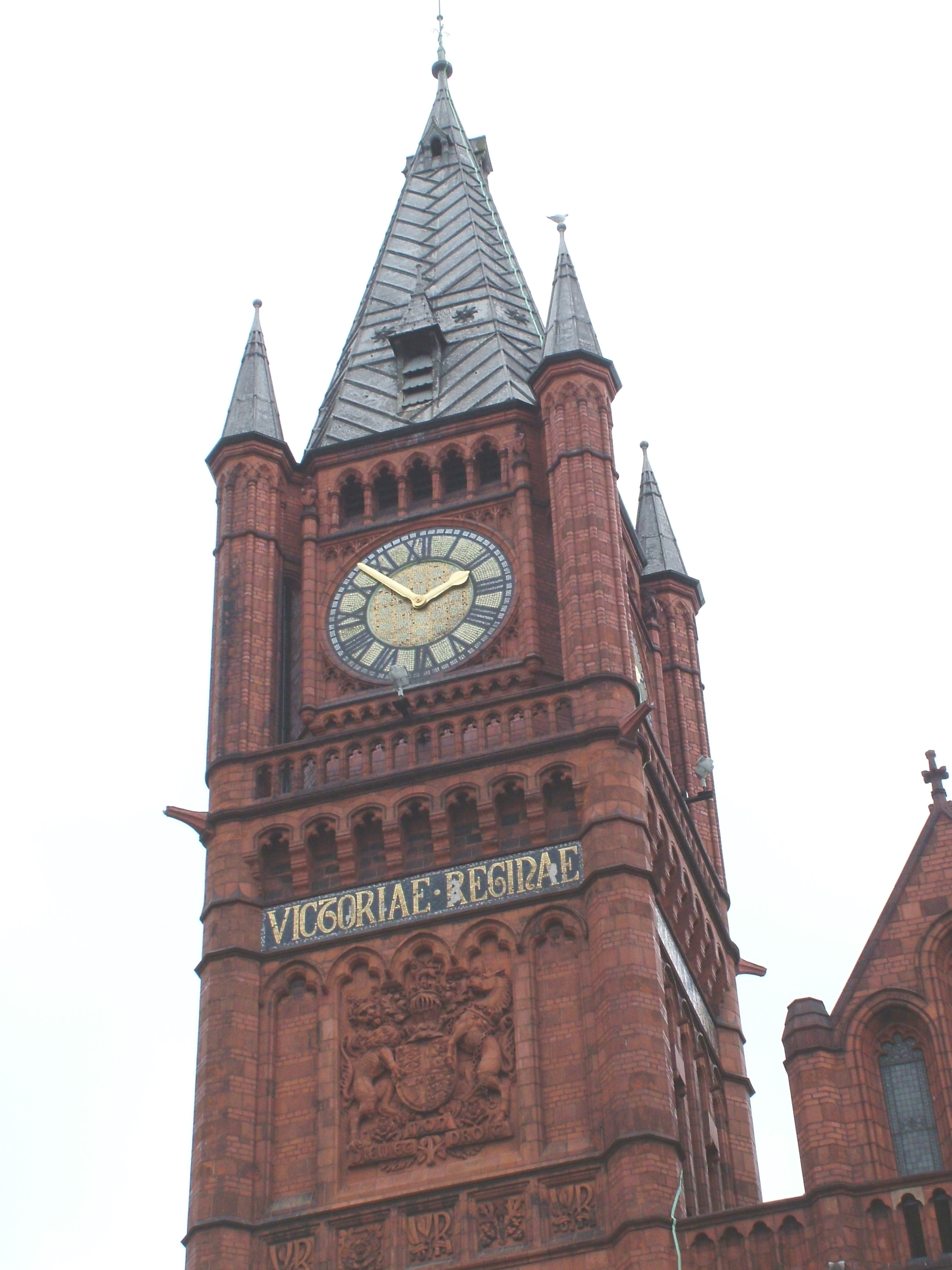
Victoria Building, bâtiment Red Brick.

L'université a été fondée en 1881 sous le nom de University College Liverpool et affiliée en 1884 à l'université Victoria (en). En 1903, elle est redevenue indépendante et a pris le nom actuel University of Liverpool. 
Parmi ses anciens élèves et professeurs figurent dix lauréats du prix Nobel: Ronald Ross (physiologiste), Charles Glover Barkla (physicien), Charles Scott Sherrington (physiologiste), James Chadwick (physicien), Martin Lewis Perl (physicien), Robert Robinson (chimiste), Har Gobind Khorana (physiologiste), Rodney Robert Porter (physiologiste), Ronald Coase (économiste) et Joseph Rotblat (physicien).

## Facultés et départements
L'université est divisée en six facultés :
- Art
- Ingénierie
- Médecine
- Science
- Études sociales et de l'environnement
- Médecine vétérinaire

L'université de Liverpool est composée de nombreux départements (departments) et écoles (schools) en plus de ces six facultés.

## Faculté de droit
La faculté de droit de l'université de Liverpool se classe en 23e position parmi les meilleures facultés de droit de Grande-Bretagne[réf. souhaitée].

## Personnalités liées à l'université
- Emma Holt, philanthrope et gouverneure de l'université.

### Étudiants
- Clive Barker, romancier
- Dariush Borbor, architecte-urbaniste, écrivain
- Steve Coppell, entraîneur de football
- Carol Ann Duffy, écrivaine
- Steve Firth, membre de groupe Embrace
- Alan Arnold Griffith, ingénieur en aéronautique
- Brian Hall, ancien footballeur
- Robert Roland Hughes, neurologiste
- Syed Kamall, homme politique
- Ian Kershaw, écrivain
- Peter Kilfoyle, homme politique
- Robert Legget, ingénieur, historien, écrivain
- Chris Lowe, membre de groupe Pet Shop Boys
- Georgina Mace, écologue, biologiste
- Margaret Murphy, écrivaine
- Ben Nelson, homme politique américain
- Donald Nicholls, avocat britannique
- Stella Rimington, ancienne directrice de la Security Service
- Patricia Routledge, actrice
- Amha Selassie of Ethiopia, empereur d'Éthiopie
- Olaf Stapledon, philosophe, écrivain
- Lytton Strachey, écrivain
- James Frazer Stirling, architecte
- Tung Chee-Hwa, homme d'affaires chinois
- Pat Roach, acteur
- Dee Plume et Sue Denim, musiciennes de Robots in Disguise
- Maxwell Fry, architecte
- Beverley Hughes, femme politique
- David Gray, chanteur
- Amelia Helen Womack, femme politique et écologiste

### Docteurshonoris causa
- The Singh Twins (les sœurs jumelles Amrit Singh et Rabindra Kaur Singh) ont reçu en 2019 le diplôme honorifique de docteur ès lettres de l'université[4],[5].